# 위강 (후한)
위강(韋康, ? ~ 212년 혹은 213년)은 중국 후한 말의 정치인이다. 자는 원장(元將)이며 사례 경조윤 두릉현(杜陵縣) 사람이다. 양주자사로 있던 중 마초에게 살해당하였다.

## 행적
공융(孔融)에게서 칭찬을 받았으며, 순욱(荀彧)의 추천을 받았다.
부친인 양주목(凉州牧) 위단(韋端)이 태복(太僕)이 되어 중앙으로 불려가자, 그를 대신하여 양주자사가 되었다. 양부(楊阜)를 등용하여 별가(別駕)로 삼았으며, 승상부(丞相府)에서 양부를 등용하려 하자 표문을 올려 참군사(參軍事)로서 잔류하게 했다. 또 염온(閻溫)을 등용하여 별가로 삼고, 상규령(上邽令)을 대행하게 했다.
건안(建安) 17년(212년), 마초(馬超)가 동관전투에서 패배한 이후 상규(上邽)로 와 군의 민심을 장악하고, 다시 강(羌)과 융(戎)의 수장들과 연합하여 거병하였고, 이에 기(冀)를 제외한 농상 일대의 군현이 모두 마초에게 돌아섰다. 위강을 비롯한 주와 군의 관리들은 기성(冀城)을 거점으로 항전했다. 장로(張魯)가 대장 양앙(楊昻)을 보내 마초를 도왔으며, 기성은 1만여 명의 적군에게 공격을 받았다. 양부가 종족 중에서 병력을 모아 정월부터 8월까지 항전했으나 구원군이 도착하지 않자, 위강은 앞서서 패주한 마초를 받아들이려는 상규 사람들을 막았으나 실패하여 와 있던 염온을 몰래 보내 구원을 요청했으나 중간에 마초에게 들통나 이마저도 실패했다. 이로 인해 위강은 실색하였고, 또 항전 중에 백성들과 관리들이 다치는 것을 불쌍히 여겨 조앙(趙昻)과 양부의 간언을 뿌리치고 마초에게 항복하여 기성을 내어주었다. 그러나 마초는 화친 약속을 깼고, 위강은 마초의 명령을 받은 양앙에게 태수들과 함께 살해당했다.

## 친척 관계
- 위단 (아버지)
  - 위강
  - 위탄 (형제)

## 같이 보기
- 삼국지 인물 목록